# Maximiliano Pereira
Victorio Maximiliano Pereira Páez (Montevideo, 8 de junio de 1984) es un exfutbolista uruguayo, jugaba como lateral y su último equipo fue el Club Atlético River Plate de la Primera División de Uruguay. Participó en tres Copas del Mundo y cuatro Copas América.
Con la selección uruguaya posee un registro de 125 encuentros disputados y 3 goles, posicionándose actualmente como el quinto jugador con más presencias en el seleccionado.
Entró en el podio de los mejores laterales derechos del siglo XXI según la encuesta realizada por el diario deportivo ABola.

## Trayectoria

### Defensor Sporting
Debutó en Primera con Defensor Sporting de Uruguay en 2002, jugó hasta 2007 cuando fue comprado por el Benfica de Portugal. En el equipo violeta jugó 135 partidos y marcó 26 goles.

### Benfica
Se unió al Benfica en 2007 luego de sucesivas negociaciones llevadas a cabo entre su representante, Francisco “Paco” Casal, y los directivos del club, logrando mejorar el acuerdo de contratación tanto en monto como en tiempo, y pasando a permanecer con el club durante varias temporadas, apareciendo en 333 partidos, marcando 21 goles y ganando nueve títulos oficiales.
Se retiraría del equipo en el 2015 tras su vencimiento de contrato y su no renovación después de siete años con el club portugués.

### Porto
El 15 de julio de 2015 pasó a ser jugador del Porto después de jugar ocho temporadas en el Benfica.
Su contrato finalizó en junio de 2019.

### Club Atlético Peñarol
El 22 de enero de 2021 Maximiliano Pereira pasó a formar parte del Club Atlético Peñarol, luego de estar 12 años en el fútbol europeo. Con el equipo aurinegro logró consagrarse campeón del Torneo Clausura 2021 y del Campeonato Uruguayo 2021.

### Club Atlético River Plate (Uruguay)
Luego de no lograr llegar a un acuerdo con Peñarol para renovar su contrato por una nueva temporada, Maximiliano Pereira firmó con el Club Atlético River Plate de Uruguay, incorporándose oficialmente al plantel el día 18 de enero de 2022.

## Selección nacional

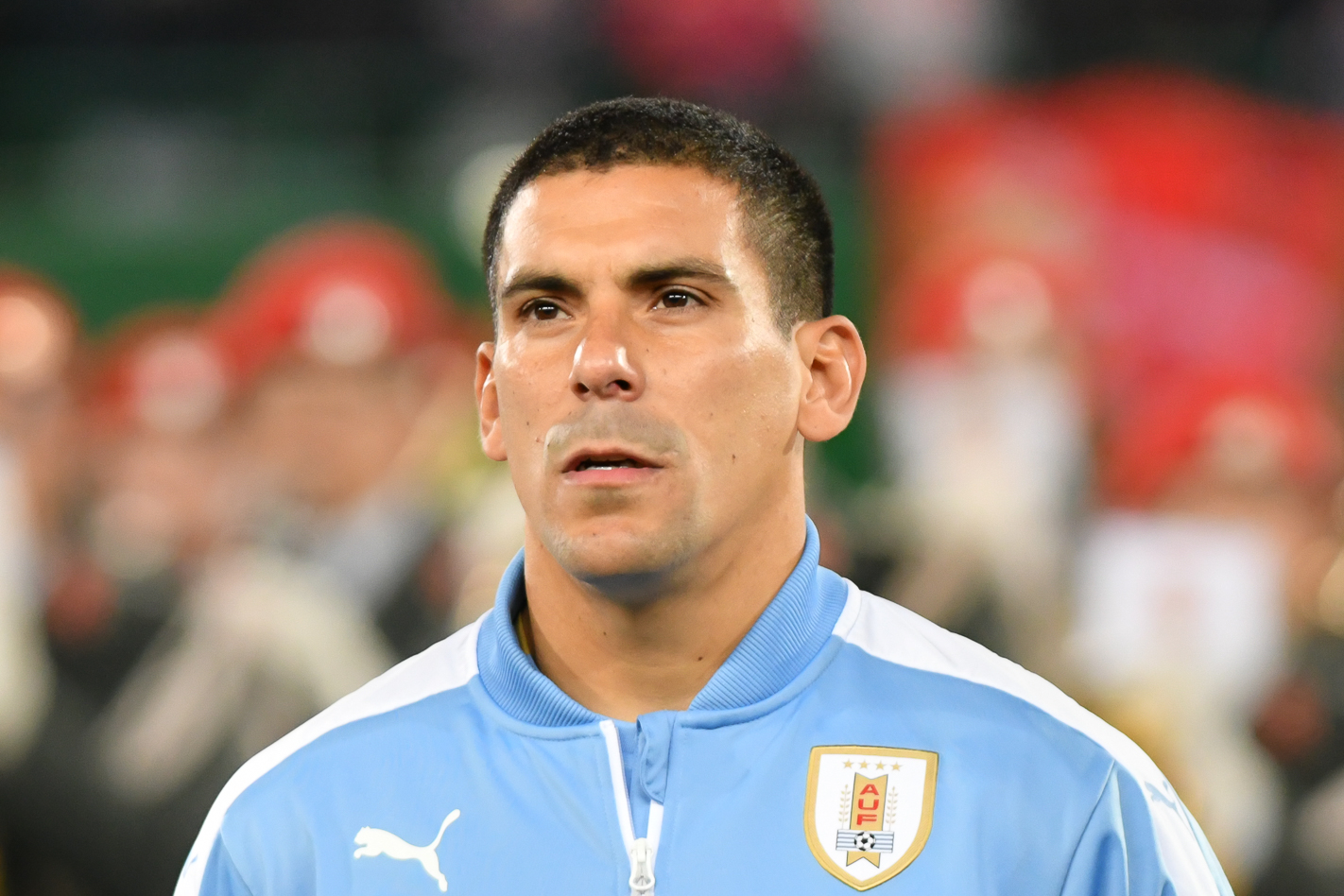
Pereira con Uruguay en 2017.

Debutó en la selección uruguaya de fútbol el 26 de octubre de 2005 contra la selección de México.
Participó en la Copa América 2007 (obtuvo el cuarto puesto con su seleccionado) y en las Eliminatorias para el Mundial de Sudáfrica 2010, obteniendo la clasificación para el Mundial en la repesca contra Costa Rica. 
Obtuvo también el 4º puesto en el Mundial de Sudáfrica 2010, fallando un penal contra Ghana en cuartos de final y anotando un gol en la semifinal contra Países Bajos. 
Obtuvo el título de campeón con la selección de su país en la Copa América 2011.
El 12 de mayo de 2014 el entrenador de la selección uruguaya, Óscar Washington Tabárez, incluyó a Pereira en la lista provisional de 28 jugadores con los que inició la preparación para el Copa Mundial de Fútbol de 2014.
Finalmente fue confirmado en la lista definitiva de 23 jugadores el 31 de mayo.
Debutó en el primer partido ante la selección de Costa Rica, donde fue el primer expulsado del certamen, tras una fuerte entrada, donde su equipo cayo derrotado 1-3.

### Participaciones en Copa América
| Copa              | Sede           | Resultado        | Partidos | Goles |
| ----------------- | -------------- | ---------------- | -------- | ----- |
| Copa América 2007 | Venezuela      | Cuarto lugar     | 5        | 0     |
| Copa América 2011 | Argentina      | Campeón          | 6        | 0     |
| Copa América 2015 | Chile          | Cuartos de final | 4        | 0     |
| Copa América 2016 | Estados Unidos | Primera fase     | 3        | 0     |

### Participaciones en Copas del Mundo
| Mundial                        | Sede      | Resultado        | Partidos | Goles |
| ------------------------------ | --------- | ---------------- | -------- | ----- |
| Copa Mundial de Fútbol de 2010 | Sudáfrica | Cuarto lugar     | 7        | 1     |
| Copa Mundial de Fútbol de 2014 | Brasil    | Octavos de final | 3        | 0     |
| Copa Mundial de Fútbol de 2018 | Rusia     | Cuartos de final | 0        | 0     |

### Participaciones en Copas Confederaciones
| Mundial                   | Sede   | Resultado    | Partidos | Goles |
| ------------------------- | ------ | ------------ | -------- | ----- |
| Copa Confederaciones 2013 | Brasil | Cuarto lugar | 4        | 0     |

## Clubes
| Club              | País     | Año       |
| ----------------- | -------- | --------- |
| Defensor Sporting | Uruguay  | 2002-2007 |
| Benfica           | Portugal | 2007-2015 |
| Porto             | Portugal | 2015-2019 |
| Peñarol           | Uruguay  | 2021-2022 |
| River Plate       | Uruguay  | 2022-2023 |

## Palmarés

### Títulos nacionales
| Título                | Club    | País     | Año     |
| --------------------- | ------- | -------- | ------- |
| Primeira Liga         | Benfica | Portugal | 2009-10 |
| Copa de Portugal      | Benfica | Portugal | 2010    |
| Copa de la Liga       | Benfica | Portugal | 2011    |
| Copa de la Liga       | Benfica | Portugal | 2012    |
| Primeira Liga         | Benfica | Portugal | 2013-14 |
| Copa de la Liga       | Benfica | Portugal | 2014    |
| Copa de Portugal      | Benfica | Portugal | 2014    |
| Supercopa de Portugal | Benfica | Portugal | 2015    |
| Liga de Portugal      | Benfica | Portugal | 2014-15 |
| Liga de Portugal      | Porto   | Portugal | 2017-18 |
| Supercopa de Portugal | Porto   | Portugal | 2018    |
| Torneo Clausura       | Peñarol | Uruguay  | 2021    |
| Campeonato Uruguayo   | Peñarol | Uruguay  | 2021    |
| Supercopa Uruguaya    | Peñarol | Uruguay  | 2022    |

### Títulos internacionales
| Título       | Club                 | País      | Año  |
| ------------ | -------------------- | --------- | ---- |
| Copa América | Selección de Uruguay | Argentina | 2011 |